# Bistro

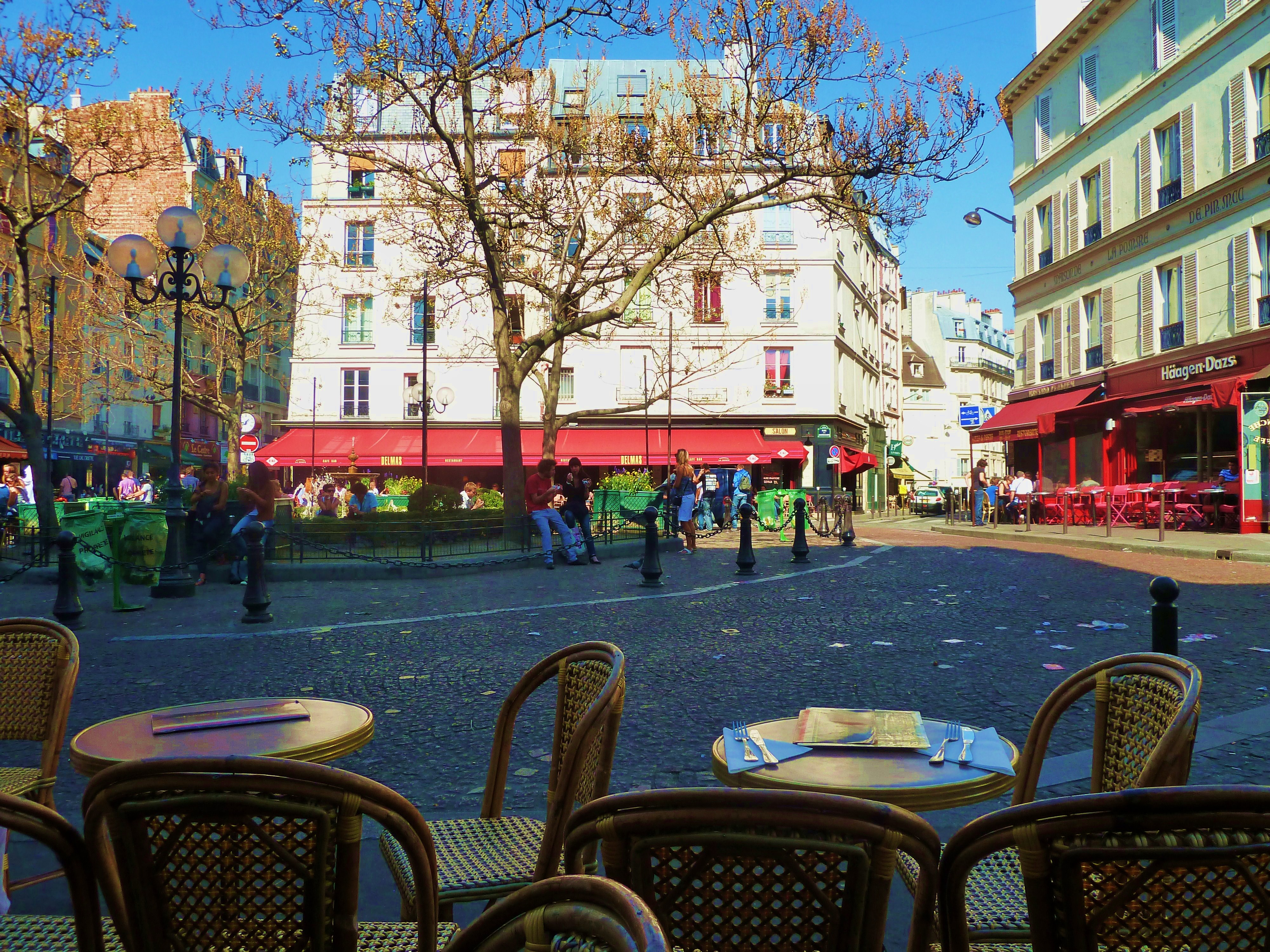
Bistros am Place de la Contrescarpe in Paris, im Vordergrund typische Tische und Stühle

Das Bistro (französisch auch „Bistrot“, bɪsˈtʁoː) ist eine kleine Gaststätte häufig mit Außengastronomie, in der neben Getränken oft auch einfache Speisen angeboten werden.

## Allgemeines
Das Bistro ist eine französische Variante, die zwischen der deutschen Kneipe und der Gaststätte einzuordnen ist. Es hat in Frankreich jedoch weder den Status einer Schänke (französisch auberge), noch eines kleinen Restaurants oder gar eines Cafés. Oft taucht es zusammen mit den Bezeichnungen „Brauerei“ (französisch brasserie) oder „Bar“ auf. Getränke (Fassbier [französisch pression], Champagner, Cognacs, Kaffeearten, Wein) und Speisen auf kleiner Speisekarte (Hamburger, sonstige Grillgerichte, Käsespezialitäten, Omelette, Pommes frites, Pasta, Salate; französische Spezialitäten: Croque, Pot-au-feu, Quiche, Zwiebelsuppe) werden vom – oft schwarz-weiß gekleideten – Kellner (französisch garçon) auf typischem Bistro-Mobiliar (Bistro-Tische und -Stühle) serviert. Es besitzt auch häufig eine Theke (französisch zinc), wo meist lediglich Getränke konsumiert werden können. In Bistros verbringen viele Arbeitnehmer – mangels Kantine – ihre Mittagspause, abends werden sie gern als Chill-Out-Location benutzt. „In-Bistros“ bieten als Szenekneipen auch gehobene Speisen oder Getränke (Austern, Trüffel, Cocktails).
Das Bistro ist Ausdruck der französischen Lebenskunst (französisch savoir-vivre), ist in die Domäne der Gastronomie vorgedrungen und hat zunehmend die Bedeutung von Restaurants angenommen. Auch außerhalb Frankreichs konnten sich Bistros etablieren. In Deutschland hat sich der Begriff „Bistro“ sehr verbreitet und ist in nahezu allen Städten anzutreffen. In Frankreich wuchs ihre Zahl in den 1950er Jahren schnell an, zehn Jahre später existierten bereits etwa 200.000 Lokale. Seitdem schrumpfte die Zahl der Bistros jedoch stetig wieder, seit den 2000ern zusätzlich beschleunigt durch Wirtschaftskrisen. Nach Einführung des Rauchverbots im Jahre 2009 schlossen mehr als 2000 Inhaber (französisch patrons) ihre Bistros, heute gibt es wieder mehr als 3500 Pariser Bistros. In ganz Frankreich existierten 2012 rund 30.000 Bistros.

## Etymologie und Geschichte

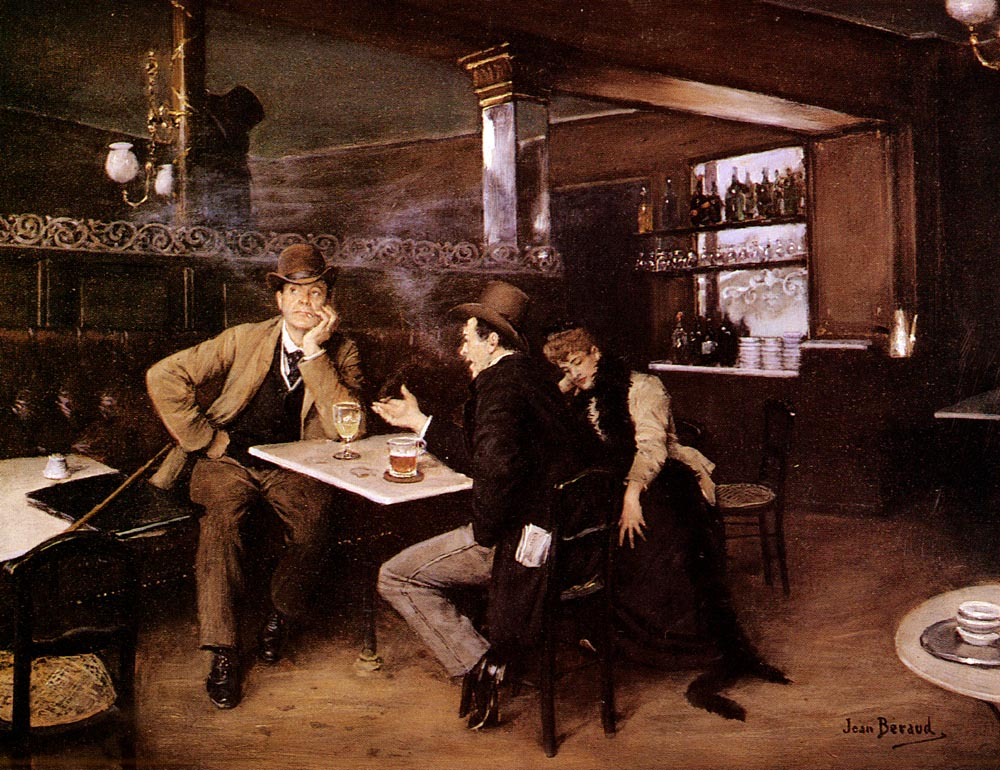
Im Bistro (Gemälde von Jean Béraud), um 1908

Die Wortherkunft ist ungewiss. Eine populäre Herkunftsvariante geht davon aus, dass sich das Wort vom russischen Wort für „schnell“ (russisch быстро, bystro) herleitet. Dieses Wort gelangte im Zuge der Befreiungskriege gegen Napoleon im Zeitraum zwischen 1814 und 1818 nach Paris, das zu dieser Zeit von russischen Soldaten besetzt war. In Gaststätten sollen sie mit dem Ruf „bystro, bystro!“ ihren Wunsch nach möglichst schneller Bedienung ausgedrückt haben. Nach Angabe des französischen Standardwörterbuchs „Le Grand Robert“ ist der Begriff allerdings erst 66 Jahre später, im Jahr 1884, zum ersten Mal als „bistro“ belegt. Die Schreibvariante „bistrot“ – ohne Änderung der Aussprache – tauchte demnach erst 1892 auf. Wegen der langen Zeitdauer bis zum Eingang in die französische Sprache wird die russische Herkunft heute bestritten.
Weitere Herkunftsvarianten sind ein „kleiner Diener“ (französisch bistraud; aus dem Poitou-Dialekt) oder die Bezeichnung für ein Mixgetränk aus Kaffee und Weinbrand (französisch bist(r)ouille), sein Inhaber heißt „bistrotiér“.
Das Syndicat indépendant des garçons entstand 1904 als Interessenverband der Kellner, im Mai 1907 erstritten die garçons das Recht, einen Schnurrbart (französisch moustache) tragen zu dürfen.

## Bistronomie
„Bistronomie“ heißt ein Trend, der in Pariser Bistros zu beobachten ist. Der Sternekoch Yves Camdeborde bot ab 1991 Haute Cuisine in zwanglosem Rahmen und zu vergleichsweise moderaten Preisen an. Die Wortschöpfung „Bistronomie“ kam im Jahre 2004 auf und setzt sich aus Bistro und Gastronomie zusammen. Sie symbolisiert, dass anstelle einfacher Speisen (wie etwa dem Croque) gehobene französische Küche zu erschwinglichen Preisen kredenzt wird.